# 壓縮點火
壓縮點火（英語：Compression ignition）是柴油引擎的油氣燃燒方式。當活塞到達一個階段，利用引擎中壓縮空氣所產生的熱，使噴出的柴油燃燒，利用壓縮熱而不使用火花塞點火，就是所謂的壓縮點火。